# Malînivka, Solone
Malînivka (în ucraineană Малинівка) este un sat în comuna Prîvilne din raionul Solone, regiunea Dnipropetrovsk, Ucraina.

## Demografie
Componența lingvistică a localității Malînivka
     Ucraineană (97,27%)
     Rusă (2,73%)
Conform recensământului din 2001, majoritatea populației localității Malînivka era vorbitoare de ucraineană (97,27%), existând în minoritate și vorbitori de rusă (2,73%).